# Борач (Кнић)
Борач је сеоско насеље у Србији у општини Кнић у Шумадијском округу. Према попису из 2022. има 452 становника (према попису из 2011. било је 590 становника).

## Знаменитости
У Борчу се налазе: црква из 14. века, Борачки крш (занимљива стенска формација), остаци средњовековног Борачког града и гробље из 17. века. У селу је очуван велики број старих српских кућа (крај 19. - почетак 20. века), а у некима од њих се може добити смештај, јер се сељани баве сеоским туризмом.
Храм Светог архангела Гаврила се налази подно Борачког крша и до ње се може лако прићи; двориште је дивно уређено и има места за седење и излет. Пут поред цркве води до планинарског дома, од кога се може попети на врх Крша, на коме су остаци града.
Овде се налазе Борачки мајдани камена.

## Занимљивости
У селу је снимана позната ТВ серија „Мој рођак са села“ и Немањићи — рађање краљевине.
Такође, на Старом гробљу у Борчу су снимљени кадрови из серије Црна свадба.
У селу Борач се одржавају традиционални "Петровдански песнички сусрети" књижевних клубова, у организацији Књижевног клуба "Живадин Стевановић" и Центра за културу и библиотеке (раније библиотека "Др Драгиша Витошевић") из Кнића. Од 2009. године, поводом ове манифестације једном годишње штампа се књижевни саборник.

## Демографија
У насељу Борач живи 596 пунолетних становника, а просечна старост становништва износи 47,3 година (44,6 код мушкараца и 50,1 код жена). У насељу има 225 домаћинстава, а просечан број чланова по домаћинству је 3,08.
Ово насеље је великим делом насељено Србима (према попису из 2002. године).
|             | \| Демографија[4] \| Демографија[4] \| Демографија[4] \| \| Година \| Становника \| Становника \| \| -------------- \| -------------- \| -------------- \| \| 1948. \| 1.428 \| \| \| 1953. \| 1.398 \| \| \| 1961. \| 1.318 \| \| \| 1971. \| 1.176 \| \| \| 1981. \| 1.017 \| \| \| 1991. \| 872 \| 857 \| \| 2002. \| 692 \| 699 \| \| 2011. \| 590 \| \| \| 2022. \| 452 \| \| |            |
| Демографија | |            |
| Година      | Становника | Становника |
| 1948.       | 1.428 |            |
| 1953.       | 1.398 |            |
| 1961.       | 1.318 |            |
| 1971.       | 1.176 |            |
| 1981.       | 1.017 |            |
| 1991.       | 872 | 857        |
| 2002.       | 692 | 699        |
| 2011.       | 590 |            |
| 2022.       | 452 |            |

| Етнички састав према попису из 2002.‍ | Етнички састав према попису из 2002.‍ | Етнички састав према попису из 2002.‍ | Етнички састав према попису из 2002.‍ | Етнички састав према попису из 2002.‍ |
| ------------------------------------ | ------------------------------------ | ------------------------------------ | ------------------------------------ | ------------------------------------ |
|                                      |                                      |                                      |                                      |                                      |
| Срби                                 | Срби                                 |                                      | 688                                  | 99,42%                               |
| Црногорци                            | Црногорци                            |                                      | 2                                    | 0,28%                                |
| непознато                            | непознато                            |                                      | 2                                    | 0,28%                                |

| Година пописа     | 1948. | 1953. | 1961. | 1971. | 1981. | 1991. | 2002. |
| ----------------- | ----- | ----- | ----- | ----- | ----- | ----- | ----- |
| Број домаћинстава | 278   | 289   | 303   | 285   | 278   | 262   | 225   |

| Број чланова      | 1  | 2  | 3  | 4  | 5  | 6  | 7 | 8 | 9 | 10 и више | Просек |
| ----------------- | -- | -- | -- | -- | -- | -- | - | - | - | --------- | ------ |
| Број домаћинстава | 44 | 62 | 43 | 19 | 32 | 16 | 9 | 0 | 0 | 0         | 3,08   |

| Пол    | Укупно | Неожењен/Неудата | Ожењен/Удата | Удовац/Удовица | Разведен/Разведена | Непознато |
| ------ | ------ | ---------------- | ------------ | -------------- | ------------------ | --------- |
| Мушки  | 299    | 74               | 197          | 16             | 11                 | 1         |
| Женски | 318    | 43               | 198          | 73             | 3                  | 1         |
| УКУПНО | 617    | 117              | 395          | 89             | 14                 | 2         |

| Пол    | Укупно                    | Пољопривреда, лов и шумарство | Рибарство                            | Вађење руде и камена | Прерађивачка индустрија       |
| ------ | ------------------------- | ----------------------------- | ------------------------------------ | -------------------- | ----------------------------- |
| Мушки  | 174                       | 112                           | 0                                    | 0                    | 26                            |
| Женски | 149                       | 123                           | 0                                    | 0                    | 8                             |
| УКУПНО | 323                       | 235                           | 0                                    | 0                    | 34                            |
| Пол    | Производња и снабдевање   | Грађевинарство                | Трговина                             | Хотели и ресторани   | Саобраћај, складиштење и везе |
| Мушки  | 5                         | 0                             | 6                                    | 0                    | 10                            |
| Женски | 0                         | 0                             | 7                                    | 0                    | 0                             |
| УКУПНО | 5                         | 0                             | 13                                   | 0                    | 10                            |
| Пол    | Финансијско посредовање   | Некретнине                    | Државна управа и одбрана             | Образовање           | Здравствени и социјални рад   |
| Мушки  | 0                         | 0                             | 2                                    | 7                    | 2                             |
| Женски | 0                         | 0                             | 0                                    | 7                    | 4                             |
| УКУПНО | 0                         | 0                             | 2                                    | 14                   | 6                             |
| Пол    | Остале услужне активности | Приватна домаћинства          | Екстериторијалне организације и тела | Непознато            | Непознато                     |
| Мушки  | 1                         | 0                             | 0                                    | 3                    | 3                             |
| Женски | 0                         | 0                             | 0                                    | 0                    | 0                             |
| УКУПНО | 1                         | 0                             | 0                                    | 3                    | 3                             |

## Галерија
- Путоказ на улазу у село
- Поглед на Борачки крш са улаза у Борач
- Црква у Борчу (14. век)
- Врата цркве у Борчу
- Звоник цркве у Борчу
- Стара српска кућа у селу
- Стара српска кућа у селу
- Етно кафана у селу
- Врата старе куће
- Стене изнад цркве у Борчу
- Стене изнад цркве у Борчу
- Поглед на Борачки крш са стена изнад цркве
- Старо гробље у Борчу, 17. век
- Горњи део иконостаса цркве у Борчу, Шумадија.
- Део иконостаса цркве у Борчу